# Oidaematophorus alaskensis
Oidaematophorus alaskensis är en fjärilsart som beskrevs av Barnes och Arthur Ward Lindsey 1921. Oidaematophorus alaskensis ingår i släktet Oidaematophorus och familjen fjädermott. Inga underarter finns listade i Catalogue of Life.